# Lophotidia
Lophotidia là một chi bướm đêm thuộc họ Noctuidae.